# Vicent Borràs
Vicent Borràs Castañer és un escriptor valencià nascut el 17 de novembre de 1962 a Algemesí (Ribera Alta del Xúquer). És un dels representants de la narrativa valenciana actual. Llicenciat en Filologia Catalana per la Universitat de València el 1986 i professor de Llengua i Literatura en un Institut de Secundària i Batxillerat. Ha realitzat estudis introductoris i treballs didàctics i crítics sobre la llengua i la literatura. És fill de l'escultor Leonardo Borràs Artal.
El 2014 va escriure una novel·la inspirat en els fets de la Primavera Valenciana, titulada Primavera encesa.

## Premis
- Premi Ex aequo Modest Sabaté Vila de Perpinyà, 1995 per Sala d'espera.[7]
- Premi Joanot Martorell de Narartiva de Gandia, 2000 per L'últim tren.[8]
- Premi Bancaixa de Narrativa Juvenil (Ciutat d'Alzira), 2004 per Els silencis de Marc.[9][10]
- XXVI Premi Constantí Llombart de Narrativa (Ciutat de València), 2008, per Lennon i Anna.[11]
- Premi Blai Bellver de Narrativa (Ciutat de Xàtiva), 2013 per Primavera encesa.[12][13]
- XXIX Premi de Novel·la Ciutat d'Alzira 2017 per Què saps de Vidal Palau?[14]
- Premi Altea de Literatura Infantil i Juvenil 2019 per El iaio a Nova York.
- Premi València 2024 de narrativa per Anatomia patològica.[15]

## Publicacions
- Sala d'espera. Alzira: Edicions Bromera, 1996[7]
- Notes finals. Alzira: Edicions Bromera, 1996[16]
- L'últim tren. Alzira: Edicions Bromera, 2001[8]
- Els silencis de Marc. Alzira: Edicions Bromera, 2005[9]
- Paradís en blanc i negre. Alzira: Fundació Bromera per al foment de la Lectura, 2006[4]
- Lennon i Anna. Alzira: Edicions Bromera, 2009[11]
- Primavera encesa. Alzira: Edicions Bromera, 2013[17]
- La dansa del vetlatori. Els albats. Alzira: Fundació Bromera per al foment de la Lectura, 2017[18]
- Què saps de Vidal Palau? Alzira: Edicions Bromera, 2018[19]
- El iaio a Nova York. Altea: AILA Edicions, 2019[20]
- El temps d’Aila. Picanya: Santillana Infantil y Juvenil S.L. i Edicions Voramar, S.A. Jollibre. 2021[21]
- El abuelo en Nueva York. Altea: AILA Edicions, 2021[22]

## Antologies
- El conte a València. Barcelona: Edicions de la Magrana, 1999[9]